# Via och Bro
Via och Bro är en av SCB avgränsad och namnsatt småort i Hudiksvalls kommun, Gävleborgs län. Den omfattar bebyggelse i byarna Via och Bro i Rogsta socken längs europaväg 4 och Ostkustbanan, cirka 12 kilometer norr om Hudiksvall. Byarna består av enfamiljshus samt bondgårdar. Viaån strömmar genom bygden. 
Norra Hälsinglands Järnväg hade en station i Via.